# SHOO POWER REQUEST
『SHOO POWER REQUEST』（シューパーリクエスト）は、2006年10月から2011年3月までFM OSAKAで放送されたオールJ-POPリクエストプログラム。DJは山本シュウで、冠番組だった。

## 概要
金曜25:00-29:00に放送していた『POWER NUTS』が終了し、『SHOO POWER CAMP』（金曜27:00-29:00）とともにスタートした。

### 特徴
山本シュウが番組内でリクエストする際のURLやFAX番号を言う場合、他番組のDJとは違う言い方をする。
代表例：「fmosaka.net（ドットネットゥ～）」「06-6633-8510（ゼロ～）」「080-3799-1384（サンナナキュキュ～・イチサンハチヨンヌ）」など
本人は「ニューヨークに住んでいたため、このような発音になってしまった。」と番組内で言っている。

### 番組グッズ
- シューパーシンセキおシール（当初は“シューパーシール”だったが、リスナーからの「おシールをいただけないでしょうか」というメッセージがツボにはまり、「おシール」と呼ばれるようになった。）
- シューパーぐるぐるレディオ（1名、終了）
- QUOカード（2名）
- ゴールデンチョップ（MEGA HITS WEEK限定）
- シューパー携帯ストラップゥ～　（mu-mo携帯サイト）
- GUNZE BODY WILD×SDDオリジナル「We are シンセキ!パンツ」（『GUNZE BODY WILD 早口言葉選手権』）

## 放送時間
曜日はいずれも金曜日
2006年10月 - 2007年8月
17:00 - 19:00
2007年9月 - 2009年3月
16:00 - 19:30（afternoon navigator friday(15:00-16:54)とSMILE(^ ^)ナビ851が終了）
2009年4月 -
17:00 - 20:55（なんMEGA!(13:00-17:00)が拡大され、またMUSIC COASTER FRIDAY(19:30-21:00)が終了した。19:30-20:00に『SUNSTAR TONIC presents 爽る（そうる）TONIC,SOUL MUSIC』を内包）
2009年10月 - 2010年9月
17:00 - 20:55(『爽る-』が終了)
2010年10月 - 2011年3月
16:00 - 18:55

## DJ
- 山本シュウ

代打DJ
- KOJI(2007年11月30日、2008年2月29日シューパーシール（おシール）を「けシール」にアレンジして使用した)
- 珠久美穂子(2009年11月13日、タイトルコールを「シュク（珠久）パーリクエスト」にアレンジした物を使用した。またおシールも「シュシール」にアレンジして使用した。)
- 遠藤淳(2010年5月14日、おシールを「どぅシール」にアレンジして使用した。)

## タイムテーブル
2010年10月-2011年3月
- 1放送につき2回 街角リクエスト“まちかDO-N”
- 16:15～放送終了直前まで - 『GUNZE BODY WILD 早口言葉選手権』）
- 16:54 - 快適生活ラジオショッピング
- 17:15 - ジェイ・ディ共済 SDD~SHOO POWER DRIVE（ジェイ・ディ共済協同組合提供）
- 17:20 - SHOO POWER QUIZ
- 17:35 - mu-mo SHOO POWER voice
- 17:54 - 快適生活ラジオショッピング
- 18:00 - SHOO POWER QUIZ ・答え合わせ
- 18:20 - ワールドウェディング  BRIGHTに♪何だって話してよ～♪(リクエストフォームより直接このコーナーに投稿可能)

2010年04月-2010年09月
- 1放送につき2回 街角リクエスト“まちかDO-N”
- 17:20～放送終了直前まで - 早口言葉選手権 （2009年12月からは『GUNZE BODY WILD 早口言葉選手権』）
- 17:45 - SHOO POWER STYLE
- 17:52 - 快適生活ラジオショッピング
- 18:30 - ジェイ・ディ共済 SDD~SHOO POWER DRIVE（ジェイ・ディ共済協同組合提供）
- 18:45 - SHOO POWER TELEPHONE(テレフォンヌ)
- 19:15 - SHOO POWER QUIZ
- 19:20 - mu-mo SHOO POWER voice
- 20:00 - SHOO POWER QUIZ ・答え合わせ
- 20:20 - ワールドウェディング  BRIGHTに♪何だって話してよ～♪(リクエストフォームより直接このコーナーに投稿可能)

2009年11月-2010年3月
- 1放送につき2回 街角リクエスト“まちかDO-N”
- 17:20～放送終了直前まで - 早口言葉選手権 （2009年12月からは『GUNZE BODY WILD 早口言葉選手権』）
- 17:45 - SHOO POWER STYLE
- 17:52 - 快適生活ラジオショッピング
- 18:30 - ジェイ・ディ共済 SDD~SHOO POWER DRIVE（ジェイ・ディ共済協同組合提供）
- 18:45 - SHOO POWER TELEPHONE(テレフォンヌ)
- 19:15 - SHOO POWER QUIZ
- 19:20 - mu-mo SHOO POWER ROOM～恋のお悩み相談室～
- 20:00 - SHOO POWER QUIZ ・答え合わせ
- 20:20 - ワールドウェディング  BRIGHTに♪何だって話してよ～♪(リクエストフォームより直接このコーナーに投稿可能)

2009年4月-2009年9月
- 1放送につき2回 街角リクエスト(まちかDO-N)
- 16:20頃～放送終了直前まで - 早口言葉選手権
- 17:45 - SHOO POWER STYLE
- 17:52 快適生活ラジオショッピング
- 18:30 - SDD Meeting（阪急電鉄、阪神電気鉄道提供）
- 19:10 - SHOO POWER TELEPHONE
- 19:27 - SHOO POWER QUIZ
- 19:30～20:00 - 『SUNSTAR TONIC presents 爽る（そうる）TONIC,SOUL MUSIC』(箱番組)
- 20:00 - SHOO POWER QUIZ ・答え合わせ
- 20:20 - mu-mo SHOO POWER RANKING